# Sernada do Vouga

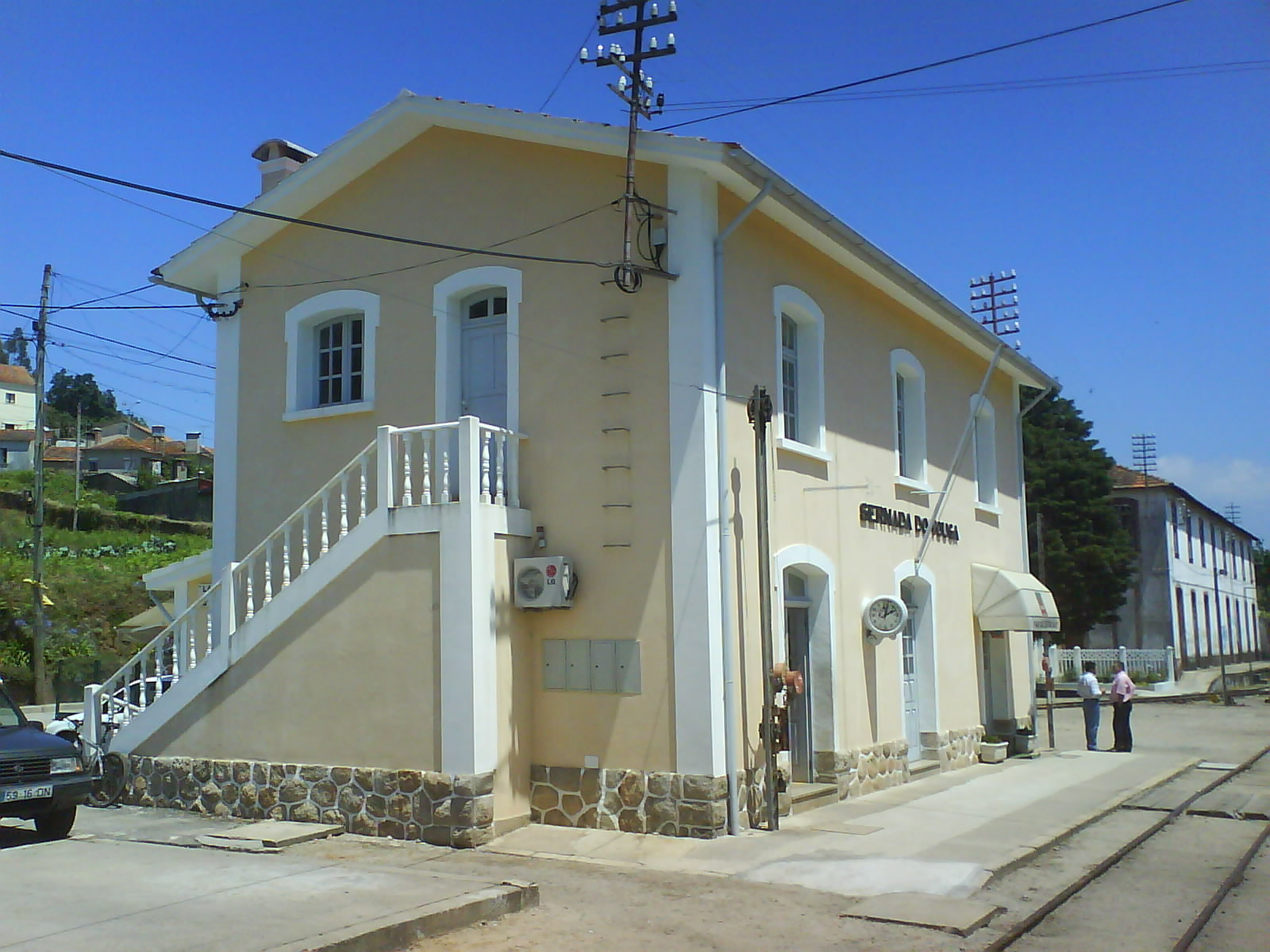
Estação Ferroviária de Sernada do Vouga

Sernada do Vouga é uma pequena localidade portuguesa da freguesia de Macinhata do Vouga, do Município de Águeda e Distrito de Aveiro. Situa-se a poucos metros, a jusante, da foz do rio Caima e é banhada pelo rio Vouga.

## Actividade ferroviária
No início do século XX foi construída a Linha do Vale do Vouga e o seu ramal, tornando-se local de interligação para Espinho, Aveiro e Viseu. A partir daí a terra esteve sempre ligada à actividade ferroviária.
Com a desactivação, em Janeiro de 1990, da ligação Sernada-Viseu, perdeu parte da sua relevância ferroviária de então. Mantém-se em Sernada as oficinas da EMEF, responsáveis pela manutenção do material ferroviário circulante.
- Orago: Santo Amaro, padroeiro dos ferroviários.

## Locais a visitar
São atractivos desta pequena aldeia:
- a praia fluvial
- a área de pesca desportiva
- a estação ferroviária
- a capela dedicada a Santo Amaro
- a escola primária (actualmente desactivada para o 1.º ciclo, servindo à pré-escola).

São também de interesse os vários fontanários, destacando o que se encontra no largo principal.
A ponte sobre o rio Vouga tem característica rodoferroviárias (partilham o mesmo tabuleiro, havendo barreiras que cortam o trânsito rodoviário aquando da passagem de composições).
A ponte sobre o rio Caima é uma ponte reconvertida da linha do Vouga (para Viseu), onde a largura da via é reduzida impossibilitando e.g. a passagem de certos veículos de emergência.

## Como chegar
Dependendo do meio de transporte e da proveniência, as ligações a esta pequena aldeia são variadas. A 2 km das estradas IC2 e A25 a ligação rodoviária é excelente.
A ligação ferroviária permite uma viagem interessante para fazer, quer se venha de Aveiro (ou Águeda) ou de Espinho (ou Oliveira de Azeméis). Para horários ver a página da CP